# Secular das nuvens
O Secular das nuvens, Escolar das nuvens ou Escolarão é um ser mítico do folclore português. O Secular das Nuvens é quem faz as tempestades, anda pelas nuvens a batalhar, faz o raio e o trovão, faz as tempestades e leva-as para onde ele quer.
Na Galiza crê-se que os escolares «eram homens muito sábios que subiam às nuvens e faziam trovejar».
Segundo a crença, para formar um secular das nuvens basta matar um homem, mas devagar e por partes.
Segundo Constantino Cabal, o Secular das nuvens seria uma referência aos estudantes que cursavam a Magia na famosa Cova de Salamanca.
"Os mathematicos das covas de Hercules geram as trovoadas subindo às nuvens, e devastam com a tormenta as povoações que lhes apraz, às vezes caiem tisnados do alto do céu. Uma vez caíu um, que ficou enterrado até a cintura na terra e ninguém lhe podia falar."
Nota: Antigamente tinha-se dos matemáticos o mesmo conceito que se tinha dos que exerciam a magia.